# Banyutus acutus
Banyutus acutus är en insektsart som beskrevs av Navás 1912. Banyutus acutus ingår i släktet Banyutus och familjen myrlejonsländor. Inga underarter finns listade i Catalogue of Life.